# Xiphidonema arcuata
Xiphidonema arcuata är en insektsart som beskrevs av Sigfrid Ingrisch 1987. Xiphidonema arcuata ingår i släktet Xiphidonema och familjen vårtbitare. Inga underarter finns listade i Catalogue of Life.